# 烈山镇
烈山镇，是中华人民共和国安徽省淮北市烈山区下辖的一个乡镇级行政单位。

## 行政区划
烈山镇下辖以下地区：
烈山社区、吴山口社区、土楼社区、新南社区、新北社区、土型社区、凤凰社区、化家湖社区、蔡里社区、洪庄村、蒋町村、青谷村、榴园村和南庄村。